# Jean-François Latour
Pour les articles homonymes, voir Latour.
Jean-François Latour est un pianiste canadien. 

## Biographie

### Formation
Il a commencé sa carrière de concertiste à l'âge de onze ans avec l'Orchestre symphonique de Trois-Rivières. Il a étudié au Peabody Conservatory de Baltimore avec Leon Fleisher.

### Carrière
Il se produit au Japon, en Chine, en Afrique du Sud et dans plusieurs grandes villes d'Europe et d'Amérique du Nord, dont Paris, Toulouse, Genève, Hambourg, Bruxelles, Washington, Baltimore et Chicago. Il passe sur Radio suisse romande, la Radio nationale italienne - (RAI), la Radio-Télévision belge de la Communauté française, WFMT-Chicago, Vermont Public Radio (en) et la Société Radio-Canada puis collabore avec la Compagnie Marie Chouinard pour la chorégraphie: Les 24 préludes de Chopin. En 2007, son premier disque, "ATMA Classique", est consacré à Chopin. Il a enseigné à l’Université de Sherbrooke et dirige le Conservatoire de musique de Trois-Rivières dès 2017. Il quitte son poste de directeur du Conservatoire en 2020.